# Лучано Борсато
Лучано Борсато (англ. Luciano Borsato; 7 січня 1966, м. Ричмонд-Гілл, Онтаріо, Канада) — колишній професійний канадський хокеїст, нападник.

## Кар'єра
Лучано Борсато, гравець який має канадське та італійське громадянство, розпочав свою кар'єру в команді Університету Кларксона. Під час навчання він грав чотири роки в Національній асоціації студентського спорту (NCAA). У 1984 році був обраний в 7 раунді Драфта НХЛ під номером 135 клубом «Вінніпег Джетс». Незадовго до кінця сезону 1987/88 він з'явився в команді, але не грав в основі до 1991 року, граюючи виключно в фарм-клубі Монктон Гокс в Американській хокейній лізі. Сезон 1988/89 років він провів у фінському клубі «Таппара» в СМ-лізі. У сезоні 1990/91 років, він вперше зіграв за «Вінніпег Джетс» у Національній хокейній лізі. До 1995 року загалом він провів у НХЛ 203 гри та набрав 90 очок (35+55).
В сезоні 1995/1996 він переїхав до Європи вдруге і приєднався до «Кельнер Гайє», який виступав в Німецький хокейній лізі. Сезон 1998–1999 провів у клубі ГІФК з СМ-ліги, наступний сезон (в «Давосі») він майже повністю пропускає через травму. З 2000 по 2002 знову грає в Німеччині, за «Нюрнберг Айс Тайгерс», завершив свою кар'єру гравця у віці 37 років.

## Нагороди та досягнення
- 1995 Бронзова медаль на чемпіонаті світу
- 1996 Віце-чемпіон Німеччини у складі «Кельнер Гайє»
- 1999 Чемпіон Фінляндії у складі ГІФК (Гельсінкі)
- Найкращий бомбардир за системою гол+пас Кубка Шпенглера 1999